# 威廉·贝洛西昂
威廉·贝洛西昂（法語：Wilhem Belocian，1995年6月25日—），法国男子田径运动员，2015年欧洲室内田径锦标赛男子60米栏铜牌得主、2016年欧洲田径锦标赛男子110米栏铜牌得主、2021年欧洲室内田径锦标赛男子60米栏金牌得主、2025年欧洲室内田径锦标赛男子60米栏银牌得主、2025年世界室内田径锦标赛男子60米栏银牌得主。